# Mnioticus hancocki
Mnioticus hancocki là một loài bọ cánh cứng trong họ Cryptophagidae. Loài này được Scott miêu tả khoa học năm 1935.